# Сі Сінфа
Сі Сінфа (*кит.: 思行法, тай-ниа:ᥔᥫᥴ ᥟᥤᥒ ᥜᥣᥳ; д/н — 1413) — 7-й володар держави Муанг Мао у 1399—1413 роках.

## Життєпис
Старший син саофа Солонпа. Шанське ім'я невідоме. Посів трон 1399 року. На той час держава опинилася у кризі, що було наслідком потужного повстання 1397—1398 років вождя Дан Ґанмен. Саофа швидко втрачав владу над васальними князівствами. До 1400—1401 року відпали Онбаунг, Севі, Ньяунгшве, Кале й Могн'їн. Спроби їх приборкати не дали результату.
У 1404 року звернувся по допомогу до мінського уряду. Але натомість отримав підтвердження свого статусу тусі, розкішні шати та коштовний пояс. З 1408 року вже не міг контролювати дії шанських князівств, що стали здійснювати напади на територію Мін. Водночас Онбаунг, Ньяунгшве, Кале й Могн'їн були підкорені царством Ава. До 1413 року володіння Сі Сінфа зменшилися до власне родинних володінь Чжіле, а також Манши, Лунчуань, Лунлін.
Йому спадкував брат Сонганпа.